# Рамзес XI
Рамсес XI — давньоєгипетський фараон, вважається останнім представником XX династії, а також Нового царства.

## Життєпис
Імовірно, Рамсес XI був сином Рамсеса X й цариці Тіті, яку у написах називають «матір'ю фараона».
Зійшов на престол у 20-й день III місяця сезону Шему (тобто «Посухи»). Його правління умовно поділяється на дві частини: перша, що складається з 18 років, під час яких у Верхньому Єгипті панувала абсолютна анархія, а, можливо, мала місце й громадянська війна; друга, що почалась після 19-го року правління Рамсеса, стала часом початку панування на півдні знаменитого вельможі Герігора, який волею царя отримав посаду верховного жерця Амона-Ра.
Той другий період був настільки протиставлений попередній добі розбрату, що отримав особливу назву Ухем месут (доба «Повторення народжень») чи ж просто «Відродження». Перший рік того нового літочислення збігається з 19-м роком правління Рамсеса XI, однак, імовірно, початок «доби Відродження», не був пов'язаний з черговою річницею сходження царя на престол; таке нововведення було визначено набагато більш глобальними змінами у житті всього єгипетського суспільства.

### Війна Аменхотепа з Панехсі
Нічого не відомо про правління Рамсеса XI до самого його 9-го року, коли стались великі крадіжки у Рамессеумі й Медінет-Абу. Про це оповідають: Папірус Британського музею 10052 — протокол допитів у справах пограбування царських гробниць, Папірус Маєр А — протокол допитів грабіжників царських гробниць і скарбниці Рамессеуму та Папірус Маєр Б — частина протоколу допиту невідомого, звинуваченого у пограбуванні гробниці Рамсеса VI.
Обставини, за яких стали можливими пограбування таких важливих комплексів, були лишень малим епізодом з того безладу, який документи називають «війною великого жерця» та які були пов'язані з «утисками», а потім і зникненням з політичної арени верховного жерця Амона Аменхотепа.
Незадовго до 12 року правління Рамсеса на Фіви, де у той час необмежену владу мав верховний жрець Амона Аменхотеп, напав намісник Нубії («Царський син Куша») Панехсі. Це призвело до війни верховного жерця з нубійцями, яка, ще за роки потому згадувалась, як подія, що глибоко укорінилась у пам'яті населення Фів.
Відповідно до однієї з численних гіпотез верховний жрець Аменхотеп через повстання, що спалахнуло у Фівах, попрохав про допомогу Рамсеса XI, який перебував на півночі країни; фараон закликав до Єгипту війська намісника Нубії Панехсі, щоб відновити порядок у Фівах та повернути владу Аменхотепу. Панехсі, скориставшись ситуацією, що склалась, спробував підкорити Фіви своїй владі, що не входило ані до планів Рамсеса XI, ані жерця Аменхотепа.
Інша гіпотеза подає події у зовсім іншому ракурсі: Панехсі спеціально підготував заворушення у Фівах, щоб захопити їх, проголосивши себе «тим, хто відновив порядок», причому він виступив зі своєю армією проти верховного жерця Амона, окупував Фіви та їх околиці та претендував на вище керівництво армією.
Панехсі визнавав Рамсеса XI, тому його інтервенція була спрямована не проти обох, царя й верховного жерця, а тільки проти останнього. Також можливо, однак, що Рамсес XI сам звернувся до Панехсі як до єдиного фактору, здатного стримати чи потіснити Аменхотепа. Фіванці були на боці Аменхотепа й бились проти Панехсі. Медінет-Абу, як укріплений пункт опору верховного жерця, був узятий штурмом, а військові дії поширились до Середнього Єгипту, де було взято і зруйновано місто Хардаї. Населення поринуло до Фів, рятуючись від переможних солдат Панехсі, які у свою чергу почали грабувати гробниці та храми.
Верховний жрець Аменхотеп, очевидно, у тих битвах загинув, оскільки більше про нього згадок не було. У 12-й рік правління Рамсеса XI Панехсі був уже володарем Фів, мав почесні титули «носій віяла праворуч від Його Величності, писар царя, воєначальник, розпорядник житниць фараона, царський син Куша, начальник південних країн, глава військ фараона», які не надто підходили звичайному наміснику Нубії. Невдовзі він отримав і посаду верховного жерця Амона й цілковитий контроль над управлінням державним майном, що підтверджує другу версію подій.
На 17-му році правління фараон відрядив до нього з Пер-Рамсеса придворного виночерпія Ієнеса з листом, у якому прохав виготовити «паланкін великої богині» та завантажити його на присланий з вельможею корабель; для художників, зайнятих тією роботою, цар також надіслав необхідні матеріали — коштовні камеї та квіти.

### Прихід до влади Герігора
За два роки становище Панехсі змінилось: він все ж був визнаний ворогом. Імовірно, тільки тоді Рамсес XI зрозумів, яку небезпеку для нього самого являє Панехсі. Відтоді у документах «доби Відродження» його ім'я завжди детермінувалось ієрогліфом ворога. За ініціативою царя у Фівах була встановлена нова влада воєначальника Герігора. У 18 чи 19 рік правління Рамсеса полководець Герігор вигнав Панехсі з Фів, проголосивши себе верховним жерцем Амона, а у 19 рік оголосив початок особливої доби — «Відродження». Рамсес XI відвідав Фіви, щоб побачити наслідки війни. Одним з перших рішень, ухвалених у добу «Відродження», було створення трибуналу у справах про пограбування царських усипальниць: злочинці проникли навіть до гробниць Сеті I й Рамсеса II.
У Долині цариць грабіжники дійшли до того, що розірвали на шматки й розділили срібний саркофаг цариці Хабаділат, гробниця якої зазнала набігу злодіїв уже не вперше. Причиною таких неймовірних злочинів проти померлих був страшенний голод серед живих. Особливо важкі злочини у некрополі коїли рештки розбитих військ Панехсі. Царські мумії, що збереглись були нашвидкуруч відреставровані у Медінет-Абу. За шість років, на 6-му році «Відродження», мумії Сеті I й Рамсеса II, що втратили практично всі ювелірні вироби й коштовні амулети, були покладені до нових скромних дерев'яних саркофагів і перепоховані у схованці Дейр ель-Бахрі.
Поступово Герігор захопив усю повноту влади у Фівах. За нього було відновлено роботи у храмі бога Хонсу в Карнаці. Невдовзі Герігор прийняв царську титулатуру, у першому картуші якої виписувався лише його титул «Перший пророк Амона», а у другому — «Син Амона, Герігор». Однак у храмі Хонсу така специфічна титулатура не афішувалась і використовувалась тільки у портику двору за вежами пілону. У гіпостильній залі храму Амона картушами Герігора було вкрито бази кількох колон. В інших містах Єгипту жодних згадок про Герігора не знайдено.
На 7-му році «Відродження», тобто на 25-му році номінального царювання Рамсеса XI у Фівах з'явився новий вельможа — Піанх, який отримав усі титули свого батька, чи, принаймні, попередника — Герігора, ставши верховним жерцем царя богі Амона. Імовірно, це вказує на смерть Герігора, що сталась ще за життя Рамсеса XI.

## Гробниця
Рамсес XI, який бачив на власні очі страшне розграбування гробниць своїх пращурів у Долині царів, став, імовірно, першим царем, який обрав для власного поховання північ країни: його усипальниця (KV4) у фіванському некрополі не була завершена. Гробницю намагався узурпувати верховний жрець Амона Пинеджем I, син Піанха, але з невідомих причин не зробив цього.
Та гробниця складається з трьох коридорів, приміщення «несправжньої шахти», першої колонної зали та самої поховальної камери, стелю якої підтримують чотири стовпи прямокутної, а не квадратної, як звичайно, форми. Стіни перших коридорів гробниці вкриті жовтою штукатуркою, поверх якої зроблено червоною фарбою нариси кількох сцен. Цар постає перед божествами, серед яких — Хоремахет з чотирма головами барана. З лівого боку першого коридору усипальниці у низькому рельєфі представлені богиня Маат, що стоїть на колінах на стеблах геральдичної квітки Верхнього Єгипту — лотоса й сам Рамсес XI перед Ра-Хорахте, що відкривають текст Літаній Ра. Оздоблення у решті приміщень гробниці відсутнє.
Під час розчистки гробниці були виявлені сосуди з іменами Тутмоса I й Рамсеса II, фрагменти саркофагу фараона-жінки, можливо, Хатшепсут, інші предмети, що свідчать про те, що незавершена гробниця упродовж років слугувала складом для решток поховального інвентарю з розграбованих царських гробниць XVIII династії.
«Будинок Вічності» Рамсеса XI був останнім царським похованням, зведеним у Долині царів. Він здавна стояв відкритий і використовувався як житло коптами. Ані справжнє поховання Рамсеса XI, ані його мумія нині не виявлені.

## Пам'ятники

### Основні письмові джерела
- Папірус Британського музею 10052 — протокол допитів у справах пограбування царських гробниць[1].
- Папірус Майєр А — протокол допитів грабіжників царських гробниць і скарбниці Рамессеуму[1].
- Папірус Майєр Б — частина протоколу допиту невідомого, звинуваченого у розграбуванні гробниці Рамсеса VI[1].

### Пам'ятники матеріальної культури
- Будівельні роботи у храмі Хонсу в Карнаці.
- Остання усипальниця фараона у Долині царів (KV4) — не завершена.

## У культурі
- Рамсес XI є одним з героїв роману Болеслава Пруса «Фараон» (у романі він показаний як Рамсес XII). Його сином показаний вигаданий фараон Рамсес XIII.
- У однойменній екранізації роману польського режисера Єжи Кавалеровича роль Рамсеса XII виконав Анджей Гіртлер.